# Eragrostis papposa
Eragrostis papposa är en gräsart som först beskrevs av René Louiche Desfontaines, Johann Jakob Roemer och Schult., och fick sitt nu gällande namn av Ernst Gottlieb von Steudel. Eragrostis papposa ingår i släktet kärleksgrässläktet, och familjen gräs. Inga underarter finns listade i Catalogue of Life.